# تشارلز إدوارد موس
تشارلز إدوارد موس (بالإنجليزية: Charles Edward Moss)‏ هو عالم نبات جنوب أفريقي، ولد في 7 فبراير 1870، وتوفي في 11 نوفمبر 1930 في جوهانسبرغ في جنوب أفريقيا.